# Angelo Accardi
Pour les articles homonymes, voir Accardi.
 (juillet 2024).
 (mars 2024).
Angelo Accardi, né en 1964 à Sapri (Campanie, Italie), est un artiste italien.

## Biographie
Né en 1964 à Sapri, en Campanie (Italie), Accardi déménage à Naples pour étudier les arts à l'Académie d'art de Naples, mais ne termine pas son éducation formelle, choisissant de créer son propre studio au début des années 1990,,.
Les premières œuvres d'Angelo Accardi se concentrent sur la figure humaine et l'abstraction. À la fin des années 1980, il s'intéresse à la sculpture sur marbre, s'inspirant des classiques grecs et romains. Au début des années 1990, Angelo Accardi commence à incorporer des thèmes sociaux dans ses peintures.
En 2006, il rejoint le groupe d'avant-garde Tantarte et expose à Shanghai.
En 2011, son travail est reconnu par l'historien de l'art Marco Vallaro, qui le sélectionné pour la 54e Biennale de Venise,,.
En 2018, l'œuvre d'Angelo Accardi, Misplaced, est exposée à Eden Fine Art Mayfair à Londres,.
Ses réalisations sont distribuées à l'échelle internationale par Eden Gallery et, depuis 2021, il travaille avec la galerie d'art Deodato en Italie. En 2022, son œuvre, Nonsense Makes Sense, est exposée à la galerie d'art Deodato.

## Œuvres
Le style artistique d'Angelo Accardi se caractérise par un mélange d'éléments surréalistes et réalistes, mettant l'accent sur la narration et les interprétations multiples,. Ses peintures intègrent souvent des éléments d'artistes tels que Klimt, Picasso et Roy Lichtenstein. Ces références classiques sont juxtaposées à des figures de la culture populaire contemporaine, y compris des personnages des Minions et des Simpson de Matt Groening.
Au début de sa carrière, le travail d'Accardi est influencé par ce qu'il appelle la tradition italienne de la « figura », qui met l'accent sur la forme humaine, ainsi que sur des éléments picturaux et symboliques. Ses collections telles que Human Collection, Misplaced et Blend reflètent son intérêt pour l'interaction entre l'homme, l'espace et la société.